# 巖谷國士
巖谷 國士（いわや くにお、略字表記：巌谷 国士、1943年1月7日 - ）は、日本のフランス文学者、評論家、随筆家、写真家、小説家。明治学院大学名誉教授。

## 経歴
出生から修学期
1943年、国文学者・巖谷榮二の長男として東京市芝区（現：東京都港区）高輪で生まれた。幼少時から文学、美術、漫画、映画、建築、園芸などに親しみ、東京の町々を巡った。区立中、都立高、神奈川県立湘南高等学校を経て、1961年に東京大学文科2類に入学。
東京大学在学中は世田谷区松原に住み、大学闘争と同人誌活動に精を出した。扇田昭彦、藤井貞和らと親交をむすび、たまたま隣家に住んだ池田満寿夫、富岡多恵子とも交流。1963年、瀧口修造、ついで澁澤龍彦と出会い、その後長く親交は続いた。それをきっかけにシュルレアリスムを生涯のテーマときめ、東京大学文学部フランス語フランス文学科に進んだ。卒業論文『アンドレ・ブルトン序説』を書いて卒業。
東京大学大学院文学研究科へ進学し、また、シュルレアリスム研究者・批評家としてデビューし、詩や美術の雑誌にエッセーを発表しはじめた。修士論文には『シャルル・フーリエ序説』を書き、博士課程へ進学。1968年から1970年にかけて、ワルドベルグ『シュルレアリスム』、ブルトン『ナジャ』、フーリエ『四運動の理論』の翻訳を刊行した。この頃、石井恭二、松山俊太郎、加藤郁乎、種村季弘、野中ユリ、谷川晃一、加納光於、土方巽、唐十郎、金井久美子、金井美恵子らを知る。映画輸入会社の資料翻訳、非常勤講師などで自活していた。1970年、東京大学大学院人文科学研究科博士課程を中退。
フランス文学研究者として
1970年、明治学院大学文学部フランス文学科の専任講師となった。この時期は、創刊間もない中央公論社『海』で「評伝アンドレ・ブルトン」を不定期連載。他にシュルレアリスムの文学・美術をめぐるエッセーや、フーリエとユートピア思想・オカルト思想などについての論考を発表。1974年、シュルレアリスム100年を記念する桑原茂夫の企画で、中西夏之、野中ユリ、高梨豊の美術と写真による協力を得て、ブルトン『シュルレアリスム宣言・溶ける魚』初版の全訳を刊行した。
人文書院の『アンドレ・ブルトン集成』と河出書房新社の「骰子の7の目 シュルレアリスムと画家たち」シリーズでは、監修者の瀧口修造を補佐し、白水社の「小説のシュルレアリスム」シリーズでは企画に加わるとともに、多くの巻の解説を書く。これらのシリーズのうち、ブルトン『失われた足跡』、パスロン『ルネ・マグリット』、イヴシッチ『トワイヤン』、ブルトン『ナジャ』初版本、ルネ・ドーマルの小説『類推の山』などの翻訳を担当。ほかにマンスールの小説集『充ち足りた死者たち』や、エルンストの『百頭女』をはじめとするコラージュ・ロマン三部作と『絵画の彼岸』などの訳書を上梓している。
専門の著書としては、1976年に『幻視者たち　宇宙論的考察』と『シュルレアリスムと芸術』を、1977年に『ナジャ論』と『シュルレアリスムと小説』を刊行。雑誌『ユリイカ』別冊「シュルレアリスム」「ダダ・シュルレアリスム」の責任編集と執筆、また「遊びの百科全書」シリーズ『暗号通信』の監修と執筆などもしている。
文学・映画・演劇・漫画などの批評書としては、1979年に『宇宙模型としての書物』と『映画の一季節』を刊行し、前者では稲垣足穂や花田清輝、手塚治虫や萩尾望都など、後者ではSF映画や女性映画や日活ロマンポルノ、メリエスからブニュエルやオーソン・ウェルズの作品まで、また少女マンガやアニメーションなどもとりあげた。
1979年、パリ滞在中に瀧口修造の訃報に接し、この先人についての論考や回想を執筆しはじめる。中西夏之、岡崎和郎、池田龍雄、合田佐和子、赤瀬川原平、秋山祐徳太子、高梨豊、またパリで知りあった堀内誠一、平沢淑子らのアーティストと交流。
1980年代には『シュルレアリストたち 眼と不可思議』のほか、訳書『ダリ全集』『マッタ・形態学的神話Ｉ』などを刊行。その間に朝日新聞の「土曜の手帖」欄で匿名時評を展開し、1985年から3年間は同紙の書評委員をつとめる。
1987年夏に澁澤龍彦が没し、故人との共著『裸婦の中の裸婦』、作家論『澁澤龍彦考』『澁澤龍彦の時空』などを関連著作を刊行。出口裕弘、種村季弘、松山俊太郎の編集委員と『澁澤龍彦全集』『澁澤龍彦翻訳全集』刊行に向け、会合を重ね、多数の巻に書誌解題を執筆。別巻の年譜や旅の日記、談話録などを校訂・構成し、種々の関連書も手がけた。なお種村とは、1991年にバルトルシャイティス『アベラシオン』を共訳した。
世界・日本各地への旅行を重ね、新しい紀行文学の分野をひらく。1991年の『ヨーロッパの不思議な町』以来、『アジアの不思議な町』『日本の不思議な宿』『フランスの不思議な町』『地中海の不思議な島』など。また1995年の『ヨーロッパ 100の庭園』以来、『イタリア 庭園の旅』『フランス 庭園の旅』を刊行し、近年におよぶ。これらの紀行書に用いた写真を中心に、個展や講演会が四度ひらかれ、自著以外でも写真が掲載・使用されるようになる。また『反ユートピアの旅』や『都市の魔法』のようなエッセー集では、旅や都市のテーマを広い視野にひろげている。
シュルレアリスム関係では1996年に著した『シュルレアリスムとは何か』のほか、『シュルレアリスム宣言・溶ける魚』の増補新訳決定版と、『ナジャ』の著者改訂版の新訳決定版を岩波文庫に収録。ブルトン晩年の大著『シュルレアリスムと絵画』『魔術的芸術』を監修し、後者は谷川渥、星埜守之、鈴木雅雄、永井敦子ら若い研究者たちと共訳する。さらに塚原史との共訳でゲールの『ダダ・シュルレアリスム』を刊行。2004年に全国55美術館を巡回した『マン・レイ「私は謎だ」』展では、展覧会監修とカタログの編集・執筆を手がけた。
その間、のちに備前焼の人間国宝となる伊勢崎惇、版画家の山下清澄、油彩画家の河原朝雄、オブジェ作家の桑原弘明、絵本作家の中江嘉夫と上野紀子の夫妻、パリに住む画家・オブジェ作家の大月雄二郎、日記作家の武田百合子らと出会い、2004年には彼らをふくむ多くのアーティストとの交友の結実でもあった批評と回想の書、『封印された星　瀧口修造と日本のアーティストたち』を上梓する。
2007年、「澁澤龍彦 没後20年記念展」を監修し、カタログを兼ねた『澁澤龍彦 幻想美術館』を刊行。こうした展覧会の折などによく講演をしたが、テーマは瀧口修造やマン・レイや澁澤龍彦のほか、シュルレアリスムの文学と美術、ミロやアルプから旅、都市、庭園まで、また岡本太郎、小泉八雲、植田正治、島崎藤村にも及んでいる。小泉八雲については小泉凡、佐野史郎とのシンポジウムや公開対談をし、2006年の植田正治写真集『童暦』のコロタイプ印刷による限定出版に際しては、別刷の冊子のテクスト「植田正治とメルヘン」を著した。
近年もアーティストとの出会いや交友の結果、さまざまな著作が生まれつつある。桑原弘明とは、アートスペース美蕾樹で写真とオブジェのコラボレーション展「パティオの快楽」を試みたのち、2005年にはスコープの写真を用いたメルヘン『スコープ少年の不思議な旅』を共作。翌年のメルヘン『扉の国のチコ』は、上野紀子の作画・中江嘉夫の構成により、瀧口修造にささげた絵本である。2008年には『旅の仲間 澁澤龍彦・堀内誠一往復書簡集』を編集し、もうひとりの「旅の仲間」として解説・脚注を書いた。
2009年、数年前に出会ったドイツ人の女性画家アンティエ・グメルスの画集『メルヘン・透視・錬金術 アンティエ・グメルスの旅』を著し、2010年には、コラージュ作家・パフォーマー上原誠一郎のレーゲンスブルク美術館での展覧会のために、カタログ序文を寄せた。さらに、高崎俊夫の編集によって、チャールズ・ロートンやフランジュ、フェリーニ、タルコフスキーやアンゲロプロス、グリモーやゼーマンなどを扱うエッセー集『映画 幻想の季節』が出ている。
2011年、定年退職。

## 研究内容・業績
専門領域は主に3つある。
1. 第一に詩人アンドレ・ブルトンと彼の創始したシュルレアリスム。
2. 第二に、思想家シャルル・フーリエとその文学世界。
3. 第三に、詩人シャルル・ペローを中心にメルヘン（御伽話）。

これらに通底するのは、いずれも夢や驚異、綺想と繋がる、レアリスムを超えた「超現実」的な領域であることである。
批評家、エッセイスト、講演家としての活動は、文学、美術、映画、写真、漫画、メルヘンのほか、旅、都市、庭園、温泉、食物などの領域にわたり、さまざまな著書がある。紀行作家、旅行写真家としては、日本全県と世界全州60数か国をめぐり、ヨーロッパ諸国、地中海、オリエント世界、アジアと日本各地についての著述や講演が多い。また庭園の紀行も、著書の一分野をなしている。それぞれに自身の撮影した写真を用い、その写真による個展も行なわれている。
近年では創作メルヘンも発表しており、専門・批評書やエッセー集のほか、展覧会の監修やカタログの編集執筆、また芸術、文化、地域などについての講演の仕事が増えている。

## 家族・親族
- 父：巖谷榮二は国文学者。
- 祖父：巖谷小波（季雄）はメルヘン作家・児童文学者。
- 曾祖父：巖谷一六（脩）は書家・医師・貴族院議員。
- 叔父：藤林益三は最高裁長官。
- 叔父：巖谷大四は文芸評論家。
- 従兄：泉周雄は国立第二病院長。
- 従兄：橋口稔は英文学者で東大名誉教授。
- 母方の叔父：渡米した画家・彫刻家の吉村二三生
- 子：巖谷睦月は美術史家で東北学院大准教授[5]。

## 著作
単著
- 『幻視者たち：宇宙論的考察』河出書房新社 1976
  - 新版 1991年
  - オンデマンド版 2003
- 『シュルレアリスムと芸術』河出書房新社 1976
- 『ナジャ論』白水社 1977
- 『宇宙模型としての書物』青土社 1979
- 『映画の一季節』青土社 1979
- 『シュルレアリスムと小説』白水社 1979
- 『トワイヤン』アートスペース美薔樹 1983
- 『ドロテア・タニング』アートスペース美薔樹 1984
- 『シュルレアリストたち 眼と不可思議』青土社 1986
- 『ヨーロッパの不思議な町』筑摩書房 1990
  - 文庫化 ちくま文庫 1996
- 『澁澤龍彦考』（河出書房新社） 1990
- 『アジアの不思議な町』筑摩書房 1992、ちくま文庫 2000
- 『反ユートピアの旅』紀伊國屋書店 1992
- 『ヨーロッパ 夢の町を歩く』筑摩書房 1993
  - 文庫化 中公文庫 2000
- 『都市の魔法』（人文書院） 1994
- 『日本の不思議な宿』平凡社 1995、中公文庫 1999
- 『シュルレアリスムとは何か：超現実的講義』今裕子編、メタローグ 1996
  - 増補文庫化 ちくま学芸文庫 2002
- 『澁澤龍彦の時空』河出書房新社 1998
- 『フランスの不思議な町』筑摩書房 1998
- 『地中海の不思議な島』筑摩書房 2000
- 『封印された星 瀧口修造と日本のアーティストたち』平凡社 2004
- 『映画 幻想の季節』清流出版 2010

### 図版・監修
- 『ヨーロッパ100の庭園』平凡社コロナ・ブックス 1998
- 『オリエント：夢幻紀行』河出書房新社(ふくろうの本) 1999
- 『イタリア：庭園の旅 100の悦楽と不思議』平凡社コロナ・ブックス 2000
- 『ギリシア：歴史・神話紀行』（河出書房新社、ふくろうの本 2004
- 『フランス：庭園の旅 150の優雅と不思議』平凡社コロナ・ブックス 2006
- 『澁澤龍彦：幻想美術館』平凡社 2007
- 『メルヘン・透視・錬金術：アンティエ・グメルスの旅』河出書房新社 2009
- 『森と芸術』平凡社 2011
- 『〈遊ぶ〉シュルレアリスム』平凡社コロナ・ブックス 2013
- 『旅と芸術：発見・驚異・夢想』平凡社 2015
- 『マン・レイと女性たち』平凡社 2021

### 共著
- 『裸婦の中の裸婦』澁澤龍彦共著、文藝春秋 1990
  - 文庫化 文春文庫 1997、河出文庫 2007
- 『澁澤龍彦を語る』種村季弘・出口裕弘・松山俊太郎共著、河出書房新社 1996
- 『回想の澁澤龍彦』種村季弘・出口裕弘・松山俊太郎ほか共著、河出書房新社 1996
- 『ああ、温泉』種村季弘・赤瀬川原平・秋山祐徳太子・池内紀・池田香代子・川本三郎・平賀敬共著、アートダイジェスト 2001
- 『スコープ少年の不思議な旅』パロル舎(桑原弘明スコープ作品集） 2005
- 『扉の国のチコ』上野紀子画、中江嘉夫構成、ポプラ社 2006
- 『幻想植物園 花と木の話』宇野亜喜良絵、PHP 2014
- 『澁澤龍彦論コレクション』(全5巻) 勉誠出版[6]

1. コレクション1 『澁澤龍彦考 / 略伝と回想』2017
2. コレクション2 『澁澤龍彦の時空 / エロティシズムと旅』
3. コレクション3 『澁澤龍彦 幻想美術館 / 澁澤龍彦と「旅」の仲間』
4. コレクション4 『澁澤龍彦を語る / 澁澤龍彦と書物の世界』 2017
5. コレクション5 『回想の澁澤龍彦（抄） / 澁澤龍彦を読む』 2017

- 『澁澤龍彦の記憶』池内紀・養老孟司・酒井忠康ほか編、河出書房新社 2018[7]

### 編著・解説
- 『シュルレアリスム』（編集執筆、ユリイカ臨時増刊総特集） 1976
- 『暗号通信』（監修執筆、日本ブリタニカ、遊びの百科全書） 1980
- 『ダダ・シュルレアリスム』（編集執筆、ユリイカ臨時増刊総特集） 1981
- 『山下清澄 ノスタルジア』（編集執筆、美術出版社） 1985
- 『ピエール・モリニエ』（監修執筆、アートスペース美蕾樹） 1986
- 『澁澤龍彦文学館4 ユートピアの箱』（編、筑摩書房） 1990
- 『澁澤龍彦文学館11 シュルレアリスムの箱』（編、筑摩書房） 1990
- 『澁澤龍彦 滞欧日記』（編、河出書房新社） 1994、河出文庫 1999
- 『コレクション 瀧口修造』全13巻・別巻1（みすず書房 1994 - 1998[8]
- 『澁澤龍彦全集』全22巻・別巻2巻（河出書房新社） 1994 - 1996[9]
- 『澁澤龍彦空想美術館』（編、平凡社） 1994
- 『澁澤龍彦空想博物館』（編、平凡社） 1995
- 『澁澤龍彦翻訳全集』全15巻・別巻1巻（河出書房新社） 1996 - 1998[10]
- 『澁澤龍彦事典』（高橋睦郎, 種村季弘共編・執筆、河出書房新社） 1996
- 『シュルレアリスム革命』（編集執筆、朝日新聞社、世界の文学） 2000
- 『「魔術的」映画史の試み』（監修執筆、明治学院大学フランス文学科） 2000、再版 2005
- 『マン・レイ「私は謎だ。」展覧会図録』（監修・執筆、アートプランニングレイ） 2004 - 2005

同掲エッセー Marion Meyer 《Person to person》の翻訳
- 『書物の宇宙誌 澁澤龍彦蔵書目録』（松山俊太郎, 東雅夫共同編集、国書刊行会） 2006
- 『澁澤龍彦 幻想文学館 展覧会図録』（監修・執筆、アートプランニングレイ） 2007
- 『旅の仲間 澁澤龍彦｜堀内誠一往復書簡集』（編集執筆、晶文社） 2008
- 『澁澤龍彦 ドラコニアの地平』（菅野昭正共同監修、平凡社） 2017[11]

### 訳書
- 『シュルレアリスム』パトリック・ワルドベルグ（英語版）著、美術出版社 1969
  - 文庫化 河出文庫 1998
- 『四運動の理論』シャルル・フーリエ著、現代思潮社(古典文庫) 1970
  - 再版 現代思潮新社
- 『ナジャ 著者による全面改訂版』(アンドレ・ブルトン集成 1) アンドレ・ブルトン著、人文書院 1970
- 『充ち足りた死者たち』ジョイス・マンスール（英語版）著、薔薇十字社 1972
  - 再版 白水社
  - 再版 河出書房新社(マルドロール) 1998
- 『ルネ・マグリット』ルネ・パスロン（フランス語版）著、河出書房新社(シュルレアリスムと画家叢書「骰子の7の目」) 1973
  - 増補新版 2008年
- 『失われた足跡』(アンドレ・ブルトン集成 6) アンドレ・ブルトン著、人文書院 1974
- 『百頭女』マックス・エルンスト、河出書房新社 1974
  - 文庫化 河出文庫 1996
- 『シュルレアリスム宣言 / 溶ける魚』アンドレ・ブルトン著、学芸書林 1974
  - 増補改訳 岩波文庫 1993
- 『絵画の彼岸』マックス・エルンスト著、河出書房新社 1975
- 『シュルレアリスムの哲学』フェルディナン・アルキエ著、内田洋共訳、河出書房新社 1975
  - 新版 1981年
- 『ナジャ(初版本)』アンドレ・ブルトン著、白水社(小説のシュルレアリスム) 1976
  - 選書化 白水Uブックス 1989
- 『わにのなみだ』アンドレ・フランソワ著、ほるぷ出版 1976
- 『カルメル修道会に入ろうとしたある少女の夢』マックス・エルンスト著、河出書房新社 1977
  - 文庫化 河出文庫 1996
- 『慈善週間：または七大元素』マックス・エルンスト著、河出書房新社 1977
  - 文庫化 河出文庫 1997
- 『類推の山』ルネ・ドーマル著、白水社(小説のシュルレアリスム) 1978
  - 増補改訳 河出文庫 1996
  - 『空虚人と苦薔薇の物語』建石修志画、風濤社 2014[12]
- 『トワイヤン』ラドヴァン・イヴシュク（英語版）著、河出書房新社(シュルレアリスムと画家叢書「骰子の7の目」） 1978
- 『イソップものがたり』文化出版局(フランスの傑作絵本) 1979
- 『ながぐつをはいたねこ』(世界のメルヘン,フランス童話 1) シャルル・ペロー,オーノワ夫人著、講談社 1981
- 『眠りの森の美女』シャルル・ペロー著、エドモンド・デュラック画、新書館 1981
- 『美女と野獣』ボーモン夫人,シャルル・ペロー著、エドモンド・デュラック画、新書館 1981
- 『サンドリヨン』シャルル・ペローほか著、講談社 1983
- 『ダリ全集』(全3巻) ロベール・デシャルヌ（英語版）編、日高達太郎共訳、講談社 1985-1986
- 『デルヴォー画集』バーバラ・エマーソン著、西谷修・朝比奈弘治共訳、リブロポート 1987
- 『マッタ・形態学的対話1』ジェルマーナ・フェラーリ編、フジテレビギャラリー 1987
- 『ユートピアと文明』ジル・ラプージュ著、中村弓子・長谷泰共訳、紀伊国屋書店出版部 1988
- 『フェルメール画集』朝比奈弘治・小林頼子・鈴木杜幾子・真崎隆治共訳、リブロポート 1991
- 『アベラシオン：形態の伝説をめぐる四つのエッセー』(バルトルシャイティス著作集 1) ユルギス・バルトルシャイティス著、種村季弘共訳、国書刊行会 1991
- 『眠れる森の美女 完訳ペロー昔話集』講談社文庫 1992
  - 文庫化 ちくま文庫 2002
- 『O嬢の物語』(全2巻) グィド・クレパクス画、ポーリーヌ・レアージュ原作、トレヴィル 1996
  - 増補版 2007
- 『シュルレアリスムと絵画』アンドレ・ブルトン著、瀧口修造共同監修、粟津則雄・大岡信・宮川淳・松浦寿輝共訳、人文書院 1997
- 『魔術的芸術』アンドレ・ブルトン著、監修、巌谷・小山尚之・鈴木雅雄・谷川渥・永井敦子・星埜守之共訳、河出書房新社 1997
  - 普及版 2002、新装版 2017
- 『ダダとシュルレアリスム』マシュー・ゲール著、塚原史共訳、岩波書店(岩波世界の美術) 2000
- 『ナジャ』アンドレ・ブルトン、岩波文庫 2003[13]